# Callygris apothetica
Callygris apothetica là một loài bướm đêm trong họ Geometridae.